# Diocèse de Bayeux et Lisieux
Le diocèse de Bayeux-Lisieux, ou diocèse de Bayeux avant 1854 et diocèse de Bayeux et Lisieux avant 2025, est une circonscription de l'Église catholique en France.

## Historique
Il est créé en 1801 à partir des limites du département du Calvados, il est renommé le 12 juin 1854 à la suite de la restauration du titre d'évêque de Lisieux par un bref du pape Pie IX et par décret de l'empereur, conféré à tous les évêques de Bayeux. « Ce n'est cependant que dans les années 1990 que l'usage a été adopté de nommer le diocèse "Bayeux-Lisieux" ». Le 25 mars 2025, le diocèse prend officiellement, après accord du dicastère pour les évêques, le nom de diocèse de Bayeux-Lisieux.
Le diocèse appartient à la province ecclésiastique de Rouen ; l'évêque de Bayeux est le premier suffragant de la Métropole. La cathédrale est placée sous le vocable de Notre-Dame-de-l'Assomption et porte le titre d'Insigne Église. Il ne doit pas être confondu avec l'ancien diocèse de Bayeux, supprimé à la Révolution française.

## Abus sexuel
L'affaire Pierre Pican  concerne l'évêque du diocèse de Bayeux et Lisieux, Pierre Pican, condamné en septembre 2001 à trois mois de prison avec sursis pour ne pas avoir signalé à la justice les agissements de l'abbé René Bissey. Il est le premier évêque français à être condamné pour non-dénonciation d'actes de pédophilie.
Le 27 juin 2017, le prêtre Alain Bonjour de l'Institut Notre-Dame de Vie  est mis en examen pour des faits graves d’abus sexuels sur mineure, commis entre 2005 et 2006  alors qu'il travaillait au sein du Sanctuaire de Lisieux auprès de la pastorale des jeunes. Jugé en février 2023 devant la Cour criminelle du Pas-de-Calais, il est condamné à 6 ans d'emprisonnement. 

## Administration

### Organisation administrative
Depuis le 11 janvier 2021, l'évêque est assisté par un conseil épiscopal qui a été renouvelé le  11 février 2023. Ce conseil comprend deux déléguées épiscopales, non membres du clergé. Le diocèse comprend aussi un conseil presbytéral, instance obligatoire qui représente l'ensemble des prêtres du diocèse. 
Depuis mai 2021, un conseil diocésain de pastorale a été institué, qui représente l'ensemble des fidèles du diocèse qu'ils soient prêtres, diacres ou laïcs. 
Comme son prédécesseur, l'évêque est assisté d'un conseil diocésain des affaires économiques qu'il a maintenu lors de sa nomination. 
Le 25 mars 2025, le diocèse change de nom pour s'appeler diocèse de Bayeux-Lisieux.

### Organisation territoriale
Il n'y a plus d'archidiaconé. Jusqu'en 2015, le diocèse était divisé en 8 doyennés : 
- Agglomération caennaise ;
- Portes de Caen ouest ;
- Portes de Caen est ;
- Pays du Bessin ;
- Pays du Bocage ;
- Pays du pré-Bocage de Falaise et de la Suisse Normande, pays d'Auge sud, pays d'Auge nord.

À l'initiative de Jean-Claude Boulanger, le diocèse a été réparti de 2015 à 2024 en dix pôles missionnaires avec, à la tête de chacun, un prêtre coordinateur. Il s'agissait des pôles de Bayeux, de Vire, de Villers-Bocage, de Falaise, de Pont-l'Évêque, de Lisieux, de Douvres-la-Délivrande, de Bretteville-sur-Laize, de l'agglomération caennaise Centre et de l'agglomération caennaise Sud.
En 2024, Jacques Habert a réorganisé le diocèse en créant cinq doyennés : le doyenné de la Plaine de Caen, le doyenné du Pays d'Auge, le doyenné du Pays de Falaise et de la Suisse Normande, le doyenné du Bocage et Pré-Bocage et le doyenné du Bessin. 
Lors de la réorganisation de 1997, le diocèse comptait 51 paroisses. Elles ont cessé canoniquement d'exister le 31 août 2024. Quinze nouvelles paroisses ont été créées, réparties entre les cinq doyennés. 
De 1806 à 1905, l’évêché, lieu de résidence de l'évêque, est situé dans l'hôtel du Doyen. La plupart des services diocésains sont situés dans la maison diocésaine à Caen, chef-lieu du département du Calvados.
Nommé le 10 novembre 2020, Jacques Habert a pris officiellement ses nouvelles fonctions le 10 janvier 2021. Il était auparavant évêque de Séez. En novembre 2022, Jacques Habert annonce la démission du prêtre Laurent Lair, son vicaire général, pour des « faits contraires à ses engagements ecclésiastiques », une enquête canonique est engagée.

## Évêques originaires du diocèse
- Pierre Lambert de La Motte (1624-1679), évêque, vicaire apostolique de la Cochinchine
- Gaston Poulain, évêque émérite de Périgueux

## Saints, saintes et bienheureux du diocèse

### Saints et saintes
- Exupère de Bayeux, 1er évêque de Bayeux, mort en 405
- Vigor de Bayeux, évêque de Bayeux de 513 à sa mort en 538
- Regnobert de Bayeux, 12e évêque de Bayeux au VIIIe siècle, et saint patron du diocèse
- Thérèse de Lisieux (1873-1897), canonisée le 17 mai 1925
- Louis et Zélie Martin, parents de Thérèse de Lisieux, canonisés le 18 octobre 2015

Bien que né dans le diocèse voisin de Séez à Ri dans l'Orne, Jean Eudes (1601-1660), canonisé le 31 mai 1925, est souvent associé à Caen où il a fondé la Congrégation de Jésus et Marie et l'Ordre de Notre-Dame de Charité. Ses reliques reposent dans l'Église Notre-Dame-de-la-Gloriette de Caen (dans la crypte sous le transept sud). 

### Bienheureux
- Pierre-François Jamet, qui restaura l'institution des Sœurs du Bon-Sauveur et fut recteur de l'Université de Caen de 1822 à 1830, béatifié le 10 mai 1987

### Cause en cours
En octobre 2019, la Conférence épiscopale vietnamienne a engagé une réflexion sur l'opportunité de la béatification de différentes figures de l'histoire de l'Église au Viet Nâm. Les évêques souhaitent que soit notamment reconnu le témoignage de foi des tout premiers missionnaires envoyés dans leur pays, qu'ils considèrent, avec les historiens, comme les fondateurs de leur Église.
Depuis a été ouverte la cause de Pierre Lambert de La Motte né en 1624 à La Boissière près de Lisieux. Elle a été lancée le 13 janvier 2024 lors d'une messe solennelle célébrée par l'archevêque Joseph Nguyen Chi Linh dans le diocèse de Phan Thiet, dans le sud du Viet Nâm. Bien que le premier vicaire apostolique de Cochinchine soit mort dans le royaume de Siam (actuelle Thaïlande), la cause de béatification se déroule au Viet Nâm en vertu d'une lettre par laquelle, avec l'accord du Saint-Siège, l'archevêque de Bangkok a transféré la juridiction canonique du procès de béatification au diocèse de Phan Thiet. Dans son homélie, l'archevêque de Hué a souligné qu'« au cours d'une vie de 55 ans seulement, dont 19 en tant qu'évêque, bien qu'il n'ait pu visiter le Vietnam que trois fois, de la Motte a accompli des choses essentielles pour l'Église au Vietnam ».